# Riva Celso
Riva Celso (* 1974) ist ein italienischer unabhängiger Videospieldesigner von verschiedenen Spielen, wie The Goalkeeper, Universal Boxing Manager, Magic Stones, die Heileen Serie und Bionic Heart. Er ist Gründer von Winter Wolves und Tycoon Games.

## Leben und Karriere
Im Alter von 20 Jahren begann Celso seine Karriere als Designer von kleinen Spielen für den italienischen Markt. Er nahm eine 7-jährige Auszeit bis 2003, als er das Shareware Vertriebsmodell entdeckte und das Sport Management Videospiel Universal Soccer Manager mit Blitz Basic erstellte.
Er stieg dann auf die Programmiersprachen C bzw. C++ um und veröffentlichte 10 weitere Spiele unter dem Winter Wolves Label. Er gründete dann eine neue Firma, Tycoon Games, unter der er bis heute 6 Spiele veröffentlichte: Das Weltraumkriegsspiel Supernova 2: Spacewar, die Dating Sim Summer Session, die Visual Novels Heileen und Bionic Heart, College Romance: Rise Of The Little Brother, und Spirited Heart. Für die Spiele Summer Session und Heileen, nutzte er Python mit dem Programm Ren’Py.
Die Geschichten von The Flower Shop und The Flower Shop: Winter in Fairbrook wurden von Ayu Sakata von sakevisual geschrieben. Celso arbeitet derzeit an Planet Stronghold 2, Spirited Heart 2 und an einem Nachfolger zu Loren The Amazon Princess. Ein Otome Game mit dem Titel Queen Of Thieves und das RPG Undead Lily sind außerdem in Produktion. Des Weiteren plant er ein Dating-Sim mit ausschließlich homosexuellen Liebesbeziehungen; das Yuri-Spiel Summer in Trigue.

## Auszeichnungen
2004 wurden seine Spiele The Goalkeeper und Universal Boxing Manager von dem Onlinemagazin Gametunnel für die Top 5 Sportspiele des Jahres nominiert.

## Spiele
- Universal Soccer Manager (September 2003)
- Spin Around (Januar 2004)
- Ignazio The Frog (Februar 2004)
- Universal Boxing Manager (April 2004)
- Quizland (Juli 2004)
- The Goalkeeper (September 2004)
- Supernova: Galactic Wars (Januar 2005)
- Magic Stones (Oktober 2005)
- Universal Soccer Manager 2 (Dezember 2006)
- TV Station Manager (April 2007)
- Supernova 2: Spacewar (Mai 2008)
- Summer Session (Juli 2008)
- Heileen: Sail Away (Oktober 2008)
- College Romance: Rise Of The Little Brother (April 2009)
- Spirited Heart (April 2009)
- Bionic Heart (Juli 2009)
- Heileen 2: The Hands of Fate (Dezember 2009)
- The Flower Shop (Februar 2010)
- Vera Blanc: Full Moon (Juli 2010)
- Vera Blanc: Ghost In The Castle (September 2010)
- Love & Order (Februar 2011) mit Christine Love, Autor von Digital: A Love Story
- Planet Stronghold (Februar 2011)
- Always Remember Me (April 2011) mit einem Theme-Song von Cristina Vee
- Spirited Heart Girl's Love (September 2011)
- The Flower Shop: Winter in Fairbrook (Dezember 2011)
- Loren The Amazon Princess (April 2012)
- Loren The Amazon Princess: The Castle Of N'mar (August 2012)
- Heileen 3: New Horizons (Dezember 2012)
- Heileen 3: Sea Maidens (Januar 2013)
- Bionic Heart 2 (April 2013)
- Nicole (Oktober 2013)
- Roommates (März 2014)
- Seasons of the Wolf (Oktober 2014)
- Bad Blood (April 2015)
- Dead But Alive! Southern England (September 2015)
- Planet Stronghold: Colonial Defense (Januar 2016)
- C14 Dating (März 2016)
- Heirs And Graces (Juni 2016)
- Queen of Thieves (September 2016)
- Never Forget Me (November 2016)
- Amber's Magic Shop (Mai 2017)
- Cursed Lands (April 2018)
- Love Bites (May 2018)
- Corona Borealis (April 2019)
- Planet Stronghold 2 (März 2020)
- Volleyball Heaven (Juli 2020)
- Tales Of The Under-Realm: Hazel (Februar 2021)
- At Your Feet (August 2021)
- Summer In Trigue (Oktober 2021)
- Love Notes (Dezember 2021)
- The Curse Of Mantras (Februar 2022)